# Lemon Tree (bài hát)
Lemon Tree là một bài hát do ban nhạc người Đức Fool's Garden thuộc album Dish of the Day. Được sáng tác lần đầu do Peter Freudenthaler vào năm 1995, bài hát đã trở thành một bản hit vươn tầm quốc tế năm 1996. Bài hát đã nằm trong top 26 bài hát của UK Singles Chart và đạt đến vị trí thứ nhất tại Đức, Áo, Iceland, Ireland, Na Uy và Thuỵ Điển. Peter Freudenthaler sau này chia sẻ rằng, anh đã viết bài hát này vào một buổi chiều Chủ nhật khi đang chờ người bạn gái của mình.
Vào năm 2009, ban nhạc đã phát hành album High Times – The Best of Fools Garden trong đó có bài Lemon Tree. Các bài "Wild Days" và "Suzy" cũng đã được thu âm lại và xuất hiện trong album này.

## Sáng tác
Bài hát được sáng tác bởi Peter Freudenthaler và Volker Hinkel và được hỗ trợ cùng:
- Thomas Mangold: Lo phần bass
- Ralf Wochele: Lo phần drums
- Volker Hinkel: Lo phần Guitar
- Roland Röhl: Lo phần lời nhạc
- Artwork: Müller & Steeneck Stuttgart
- Bicchieri: Mattia Tugnoli

## Bảng xếp hạng
| Khu vực (1995–1996)                               | Xếp hạng |
| ------------------------------------------------- | -------- |
| Úc (ARIA)                                         | 31       |
| Áo (Ö3 Austria Top 40)                            | 1        |
| Bỉ (Ultratop 50 Flanders)                         | 2        |
| Bỉ (Ultratop 50 Wallonia)                         | 2        |
| Canada (Nielsen SoundScan)                        | 10       |
| Cộng hoà Séc (IFPI CR)                            | 7        |
| Đan Mạch (IFPI)                                   | 2        |
| Châu Âu (Eurochart Hot 100)                       | 4        |
| Phần Lan (Suomen virallinen lista)                | 11       |
| Pháp (SNEP)                                       | 3        |
| Đức (GfK)                                         | 1        |
| Hungary (Mahasz)                                  | 4        |
| Iceland (Íslenski Listinn Topp 40)                | 1        |
| Ireland (IRMA)                                    | 1        |
| Italy (Musica e dischi)                           | 5        |
| Hà Lan (Dutch Top 40)                             | 10       |
| Hà Lan (Single Top 100)                           | 12       |
| New Zealand (Recorded Music NZ)                   | 14       |
| Na Uy (VG-lista)                                  | 1        |
| Scotland (OCC)                                    | 25       |
| Thụy Điển (Sverigetopplistan)                     | 1        |
| Thụy Sĩ (Schweizer Hitparade)                     | 2        |
| Anh Quốc (OCC)                                    | 26       |
| Hoa Kỳ Bubbling Under Hot 100 Singles (Billboard) | 13       |

| Khu vực (2019)      | Xếp hạng |
| ------------------- | -------- |
| Slovenia (SloTop50) | 44       |

| Khu vực (1996)                     | Xếp hạng |
| ---------------------------------- | -------- |
| Áo (Ö3 Austria Top 40)             | 9        |
| Bỉ (Ultratop 50 Flanders)          | 13       |
| Bỉ (Ultratop 50 Wallonia)          | 18       |
| Châu Âu (Eurochart Hot 100)        | 7        |
| Pháp (SNEP)                        | 8        |
| Đức (Official German Charts)       | 5        |
| Iceland (Íslenski Listinn Topp 40) | 4        |
| Hà Lan (Dutch Top 40)              | 49       |
| Hà Lan (Single Top 100)            | 65       |
| Thuỵ Điển (Sverigetopplistan)      | 7        |
| Thuỵ Sĩ (Schweizer Hitparade)      | 4        |

## Chứng nhận
| Quốc gia | Chứng nhận | Số đơn vị/doanh số chứng nhận |
| --- | ---------- | ----------------------------- |
| Áo (IFPI Áo) | Vàng       | 25.000*                       |
| Bỉ (BEA) | Vàng       | 25.000*                       |
| Pháp (SNEP) | Vàng       | 250.000*                      |
| Pháp (SNEP) | Vàng       | 100.000‡                      |
| Đức (BVMI) | Bạch kim   | 500.000^                      |
| Ý (FIMI) doanh số từ 2009 | Bạch kim   | 70.000‡                       |
| New Zealand (RMNZ) | Bạch kim   | 10.000*                       |
| Na Uy (IFPI) | Bạch kim   |                               |
| Thụy Điển (GLF) | Vàng       | 25.000^                       |
| Thụy Sĩ (IFPI) | Bạch kim   | 50.000^                       |
| * Chứng nhận dựa theo doanh số tiêu thụ. ^ Chứng nhận dựa theo doanh số nhập hàng. ‡ Chứng nhận dựa theo doanh số tiêu thụ và phát trực tuyến. |            |                               |

## Cover
Dustin The Turkey - một diễn viên hài, đã thu âm một phiên bản khác của Lemon Tree cho ngày Giáng sinh năm 2008 có tên là Christmas Tree . Ca sĩ Đài Loan Tarcy Su đã phát hành các bản cover của bài hát (bằng cả tiếng Quan Thoại và Quảng Đông) cũng như ca sĩ Hàn Quốc Park Hye Kyung. Ca sĩ kiêm nhạc sĩ người Mỹ gốc Đài Loan Joanna Wang đã cover lại bài hát vào năm 2011.
Dựa trên nền nhạc của ca khúc này, nhạc sĩ người Việt Nam Vũ Thành An - nhạc sĩ của loạt "tình khúc không tên" - đã đặt lời tiếng Việt cho ca khúc này với nhan đề "Tình gian dối"
Vào năm 2012, một bộ phim tiếng Telugu có tên Tuneega Tuneega có ca khúc chủ đề tương tự như Lemon Tree với phần lời do Krishna Chaitanya viết và do MK Balaji thể hiện.
Vào năm 2015, bài hát được Derrick Hoh lấy mẫu trong bài hát "Lemon Tree" của anh ấy.
Vào năm 2018, bài hát được cover lại bởi Pesho & Dave Bo, phiên bản của họ cũng có sự góp mặt của Will Jay.